# Entre el mar y una estrella
Az Entre el mar y una estrella (jelentése spanyolul: ’A tenger és egy csillag közt’) Thalía mexikói énekesnő első kislemeze hetedik, Arrasando című stúdióalbumáról. Szerzője Marco Flores, producere Emilio Estefan. A dal stílusa romantikus latin ballada. A videóklipet Simon Brand rendezte. Sokan Thalía egyik leglátványosabb videóklipjének vélik.
A szöveg az énekesnő kilencvenes évek elején elhunyt első nagy szerelmének és menedzserének emlékét idézi fel:
| (spanyolul) «Entre el mar y una estrella Seguirás estando al filo de mis venas Te pondré algunas velas Para preguntarle a Dios cuándo regresas» | (magyarul)„A tenger és egy csillag közt Örökké a vénámban leszel Kiteszek neked néhány gyertyát majd Hogy megkérdezzem Istentől, mikor térsz vissza” |
| | |

Minden idők legsikeresebb Thalía-dala, amely az amerikai Billboard magazin három kategóriájában is listavezető volt: a Top Latin Songs, a Latin Pop Songs és a Latin Tropical Airplay slágerlistákon is az első helyen szerepelt.
A dal rezesbanda-változata a Thalía con banda – grandes éxitos albumon szerepel.

## Külső hivatkozások
- Entre el mar y una estrella. YouTube